# Tomás Navarro Tomás

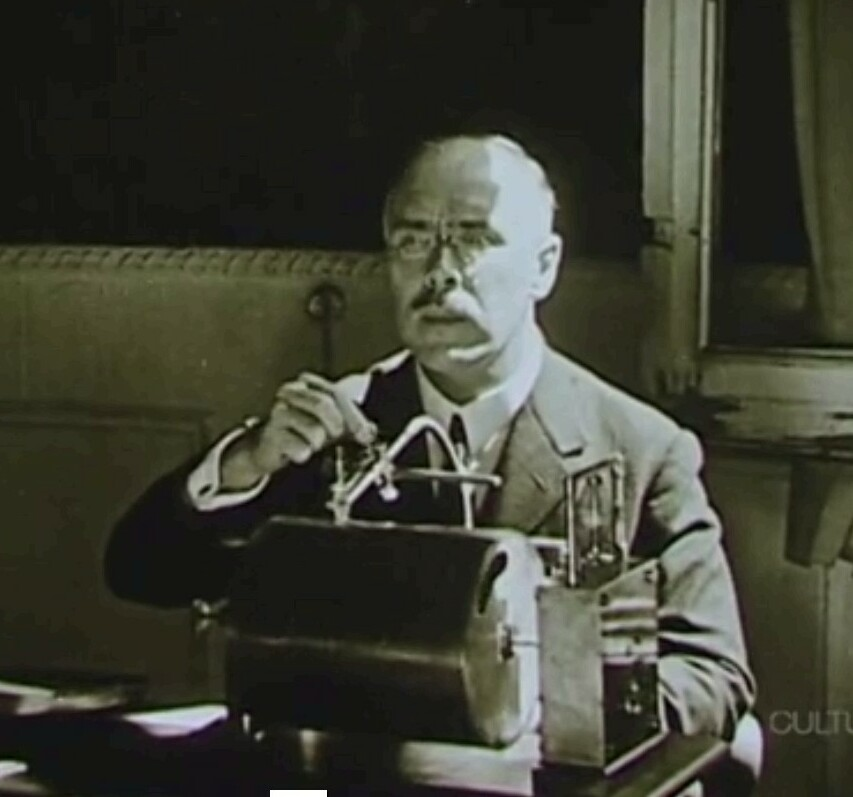
Tomás Navarro Tomás am Centro de Estudios Históricos, Filmszene in Qué es España? (1926)

Tomás Navarro Tomás (* 12. April 1884 in La Roda, Provinz Albacete; † 16. September 1979 in Northampton, Massachusetts) war ein spanischer Romanist, Hispanist, Sprachgeograph,  Phonetiker und Metriker, der in Spanien und in den Vereinigten Staaten lehrte.

## Leben und Werk
Navarro Tomás studierte in Valencia und in Madrid bei Ramón Menéndez Pidal und Miguel Asín Palacios (1871–1944). Er promovierte 1907. Von 1912 bis 1914 studierte er in Frankreich, Deutschland und in der Schweiz und kam dabei mit der modernen experimentellen Phonetik in Berührung. Dann lehrte er am 1910 in Madrid gegründeten Centro de Estudios Históricos. Er leitete das (nie abgeschlossene) Projekt des Sprachatlas der Iberischen Halbinsel (Atlas Lingüístico de la Península Ibérica, ALPI) und redigierte die Zeitschrift Revista de Filología Española. 
1930 wurde er Professor für Phonetik an der Universität Complutense Madrid. 1934 wählte ihn die Real Academia Española zu ihrem Mitglied. 
1939 ging er in die Vereinigten Staaten und war bis 1952 Professor an der Columbia University in New York City. 1945 wurde er in die American Academy of Arts and Sciences gewählt.

## Werke
- (Hrsg.) Santa Teresa, Las moradas, Madrid 1910, 8. Auflage 1968
- (Hrsg.) Garcilaso de la Vega, Obras, Madrid 1911; 10. Auflage, 1973
- Manual de Pronunciación Española, Madrid 1918, 25. Auflage 1991 (deutsch durch Fritz Krüger: Handbuch der spanischen Aussprache, Leipzig/Berlin 1923; weitere Bearbeitung durch Günther Haensch und Bernhard Lechner: Spanische Aussprachelehre, München 1970)
- Compendio de ortología española para la enseñanza de la pronunciación normal en relación con las diferencias dialectales, Madrid 1927
- Manual de Entonación Española, New York 1944, 1948, Mexiko 1966, 4. Auflage Madrid 1974
- Estudios de Fonología Española, Syracuse (New York) 1946
- El Español en Puerto Rico. Contribución a la geografía lingüística hispanoamericana, Río Piedras 1948, 3. Auflage 1974
- Métrica española. Reseña histórica y descriptiva, Syracuse (New York) 1956; 5. Auflage, Madrid 1978, Barcelona 1991
- Arte del Verso, Mexiko 1959, 1968, Madrid 2004
- Documentos lingüísticos del Alto Aragón, Syracuse (New York) 1957
- Los Poetas en sus versos desde Jorge Manrique a García Lorca, Barcelona 1973
- Capítulos de geografía linguística de la Península ibérica, Bogotá 1975
- La voz y la entonación en los personajes literarios, Medellín 1976